# كريس كارتر (كاتب كندي)
كريس كارتر هو كاتب سيناريو كندي، ولد في 10 مارس 1985 في أونتاريو في كندا.

## وصلات خارجية
- كريس كارتر على موقع IMDb (الإنجليزية)
- كريس كارتر على موقع قاعدة بيانات الفيلم (الإنجليزية)
- كريس كارتر على موقع كينوبويسك (الروسية)